# 文月晃
文月 晃（ふみづき こう、3月8日 - ）は、日本の漫画家。福岡県出身。
1995年に『好きとは言わない』でデビュー。成年向け漫画で活躍していたが、一般向けに移行。代表作と言える『藍より青し』は初めての青年誌作品で、1998年から『ヤングアニマル』で連載され、2002年にはアニメ化もされた。

## 作品リスト
- 好きとは言わない（1995年、ワニマガジン社）
- 少女発熱（1996年、ワニマガジン社）
- 君に出逢えて（1997年、ワニマガジン社）
- 恋する方程式（1998年、ワニマガジン社）
- 藍より青し[1]（1998年 - 2005年、白泉社、全17巻）
- 海の御先（2007年 - 2014年、白泉社、全15巻）
- 頂!（2011年 - 、白泉社）
- 僕とルネと青嵐（2015年 - 2016年、白泉社、全3巻）

## ゲーム
- 対戦ホットギミック 快楽天（1998年、キャラクターデザイン）

## アシスタント経験者
- まつもと剛志
- 筧秀隆